# Жуланов, Анатолий Иванович
Анатолий Иванович Жуланов (1951 — 1987) — советский самбист, серебряный (1974) и бронзовый (1975, 1976) призёр чемпионатов СССР, мастер спорта СССР. Выступал в наилегчайшей весовой категории (до 48 кг). Наставником Жуланова был Заслуженный тренер СССР Александр Козлов. Представлял спортивные клубы «Труд» (Свердловск) и «Урожай» (Минск).

## Спортивные результаты
- Чемпионат СССР по самбо 1974 года — ;
- Чемпионат СССР по самбо 1975 года — ;
- Чемпионат СССР по самбо 1976 года — ;